# Hyperion Records
Hyperion Records — британський лейбл звукозапису, заснований 1980 року.
Британський лейбл звукозапису класичної музики Hyperion Records було створено 1980 року. Його засновником став Едвард Перрі, який до цього працював в музичних магазинах. Назва компанії походить від імені персонажа давньогрецької міфології Гіперіона, титана, батька богів сонця та луни, та одного з прабатьків муз.
Одним з перших записів лейблу стало видання музичних творів Гільдегарди Бінгенської, датованих XII століттям. Пізніше на Hyperion Records виходило багато записів класичних творів таких композиторів, як Гендель, Ліст або Шуберт. Hyperion Records неодноразово визнавали найкращим лейблом року за версією Gramophone Classical Music Awards або MIDEM Classical Awards . Незмінним керівником компанії залишався його засновник Едвард Перрі, а після його смерті 2003 року Hyperion Records очолив його син Саймон.
Hyperion Records залишався незалежним лейблом до 2023 року, коли його придбала корпорація Universal Music Group, зробивши частиною свого портфоліо компаній звукозапису класичної музики, до якого також входили Deutsche Grammophon та Decca Classics .